# Pterostigma
Pterostigma je odebeljena, obarvana celica blizu konice krila nekaterih žuželk. Posebej opazna je pri raznokrilih kačjih pastirjih, imajo pa jo tudi druge leteče žuželke, npr. kamelovratnice, nekateri kožekrilci, velekrilci in drugi. Navadno se nahaja na sprednjem robu prvega para kril blizu konice, pri kačjih pastirjih pa tudi na drugem paru kril. Prisotnost, oblika in barva pterostigme so uporabni znaki za določevanje kačjih pastirjev.
Pomen pterostigme še ni pojasnjen, obstaja pa več teorij o njeni funkciji:
- Ocena razdalje do konice kril: glede na to, da se nahaja znotraj vidnega polja žuželke, jo ta lahko uporablja za oceno razdalje do konice kril, kadar leti skozi ozke prehode.
- Preprečevanje vibracij: povečana teža v kombinaciji s trdnejšo strukturo žil v sprednjem delu krila naj bi zmanjševala resonanco kril, ki se pojavi zaradi hitrega zamahovanja in zračnih tokov.
- Preprečevanje poškodb: trdnejša zgradba najbolj obremenjenega dela krila lahko služi za preprečevanje poškodb zaradi sil, ki delujejo nanje med letom.